# 见到真主
看见真主（阿拉伯语：رعية الله）是伊斯兰教中一个备受讨论和争议的话题。《古兰经》和《圣训》对伊斯兰教先知穆罕默德是否在升天和梦中看见了真主有各种解释。对这些解释的分歧常常导致极端冲突，伊斯兰教派间有时会互相宣称对方为异教徒。然而，大多数逊尼派学者都同意，真主将在审判日被看见。